# Xanthotype citrinaria
Xanthotype citrinaria là một loài bướm đêm trong họ Geometridae.